# 那谷柊優
那谷 柊優（なたに しゅう、2000年10月22日 - ）は、日本の女性声優、歌手。秋田県出身。スリートゥリー所属。声優ユニット『ギルドロップス』のメンバー。

## 略歴
2020年芸能事務所・スリートゥリーに所属し、声優活動を開始。趣味はイラストを描くこととゲーム。特技はゲーム、ドラム。
2020年2月、声優ユニット『ギルドロップス』に新メンバーとして加入が、BSフジ「ギルドフレンズ〜世界へ？本気です！〜」で発表。メンバーカラーは「紫色」。テイストは「グレープ」

## 出演

### テレビアニメ
- 彗星のフロイライン（2022年、スミレ[8]）
- 社畜さんは幼女幽霊に癒されたい。（2022年、こん太[9]）
- 継母の連れ子が元カノだった（2022年、女子友B）
- 神達に拾われた男2（2023年、子供2）
- 弱キャラ友崎くん 2nd STAGE（2024年、マコ）

### テレビ番組
- BSフジテレビ「ギルドフレンズ～世界へ？本気です！～」　2020年2月22日～
- フジテレビ系列「超逆境クイズバトル!!99人の壁 〜 アニメＳＰ〜」　2020年10月17日
- BSフジテレビ　「マヂでRe;start⁉︎お尋ねギルドロップス」
- BSフジテレビ　「サンド道楽」ナレーション　2021年12月19日

### ゲーム
- 金銭遊戯～一発逆転の復讐劇～ (井伊直虎)
- パネクロ　(井野場原真姫)

### CM
- ファイナルファンタジーXIV

### 映画
- 覆面系ノイズ

### ラジオ番組
- ニコニコ動画 「軽茶しんどろ～む」コーナーアシスタント 2020年2月12日(第221回)～
- 文化放送 超!A&G＋「伊福部崇のラジオのラジオ」アシスタント 2020年3月30日～2021年3月30日

### 動画
- ギルドロップスちゃんねる【公式】
- 株式会社ルートデザイン「プラモ教習所 ルークルーム 那谷柊優」（毎月第2土曜日生放送）2020年10月11日～